# Merlinka Festival
Il Merlinka Festival è un festival cinematografico a tema LGBT che si svolge tra Belgrado, Sarajevo e Podgorica. L'edizione di Belgrado si tiene dal 2009, in dicembre, ed è lungo cinque giorni; l'edizione di Sarajevo si svolge dal 2013, in gennaio, mentre quella di Podgorica si svolge, dal 2014, a febbraio.
Prende nome da Vjeran Miladinović Merlinka, un'attrice transessuale uccisa nel 2003.